# Carduelis
Carduelis is een geslacht van zangvogels uit de vinkachtigen (Fringillidae).

## Soorten
Het geslacht kent de volgende soorten:
- Carduelis carduelis – Putter
- Carduelis caniceps – Oostelijke putter
- Carduelis citrinella – Citroensijs
- Carduelis corsicana – Corsicaanse citroensijs